# Pico do Forno Grande
O pico do Forno Grande, com 2039 metros de altitude, é o segundo pico mais alto do Espírito Santo e o mais alto da serra do Castelo.